# Alban Lefranc
Pour les articles homonymes, voir Lefranc.
Alban Lefranc, né à Caen en 1975, est un écrivain, auteur dramatique et traducteur français.

## Biographie
Ses premiers romans sont des vies imaginaires dans lesquels il "réinvente" les vies de Mohamed Ali, Rainer Werner Fassbinder, Maurice Pialat, Andreas Baader, la chanteuse Nico. 
Publié en 2006, Des foules, des bouches, des armes retrace les premières années de la Fraction armée rouge vue par les yeux de Bernward Vesper, premier compagnon de Gudrun Ensslin avant qu'elle fonde la RAF avec Andreas Baader. Le roman est repris sous une forme augmentée et largement modifiée, sous le titre Si les bouches se ferment (Verticales, 2014),
En 2009, Vous n'étiez pas là (Verticales), qualifié d'« antibiographie », est consacrée à la chanteuse Nico. 
En mars 2013 paraît Le ring invisible aux éditions Verticales, qui réinvente la jeunesse du boxeur Mohamed Ali.  À propos du Ring invisible, Florence Bouchy dans Le monde des livres a écrit : "L'Ali de Lefranc est un agrégat de corps sportifs et subversifs, à travers lesquels jouissances verbale et physique se contiennent et se relancent mutuellement. Dans l'espace potentiel qu'est son texte, aire de perfection protectrice contre le chaos des désirs débridés qui l'assaillent, l'écrivain s'engage pleinement. Prouvant au passage que pour lui, comme pour d'autres, la littérature est un sport de combat." (Le Monde des livres, 11/4/2013). À la mort de Mohamed Ali, Lefranc évoque le boxeur dans Libération.
En mars 2015, il publie L'amour la gueule ouverte, hypothèses sur Maurice Pialat, aux éditions Hélium/Actes Sud. "C’est à l’au-delà du sentimentalisme que s’intéresse Alban Lefranc, à cette contrée où «la sagesse ne viendra jamais», dont Pialat fut peut-être le premier explorateur" (Mathieu Lindon, Libération. "À nouveau, la langue d’Alban Lefranc fait merveille : transmutant le matériau brut des entretiens ou des écrits de confidence, elle offre une poésie rythmique digne de son sujet écorché et toujours combattant".
Son sixième roman, L'Homme qui brûle (Rivages) paraît en août 2019, et figure sur la première liste du Prix Décembre. "Avec ce glorieux roman magmatique, errance d’un homme perdu dans un Paris à feu et à sang, l’écrivain délivre l’annonce d’un millénarisme pour notre temps" écrit Eric Loret dans Le Monde. Mathieu Lindon dans Libération salue "l'humour noir" du roman.  Dans une longue interview avec Marie Richeux sur France Culture, l'auteur parle de son "parti pris littéraire de maintenir les fils du sérieux et de la farce".
Fassbinder, la mort en fanfare (Rivages, 2012 ; Rivages Poche, 2019) " fait s'enchevêtrer films, vie de Fassbinder et histoire, s'infiltre au plus profond pour, dans un revirement final, se l'approprier et le transfigurer en un objet romanesque",, "Du cinéaste Fassbinder à l'écrivain Alban Lefranc, une possession a eu lieu" (Marianne Dautrey, Le Monde des livres).

### Publications en revues
Il a fondé la revue bilingue (français/allemand) La mer gelée à Dresde en 2000. Après cinq ans d'interruption, la revue reprend chez l'éditeur Le Nouvel Attila en mars 2016, puis chez Vanloo à partir de 2021.
Il collabore à de nombreuses revues, en France, en Allemagne, au Québec. 

### Traductions
Alban Lefranc a traduit de l’allemand deux romans de Peter Weiss : Le Duel et L'Ombre du corps du cocher ; mais aussi Le cœur électrique de Peter Stephan Jungk et Roman de l'au-delà de Mathias Politycki. 
Il a traduit aussi trois scénarios de Fassbinder : Maman Küsters s'en va au ciel/ Le droit du plus fort, Tous les autres s'appellent Ali adaptés au théâtre sous le titre de Le Bonheur (n’est pas toujours drôle) et mis en scène Pierre Maillet avec notamment Marilú Marini.

### Théâtre
Steve Jobs est publiée en janvier 2019 aux éditions Quartett.  La pièce est créée en 2020  dans une mise en scène Robert Cantarella, avec Nicolas Maury dans le rôle-titre.
Il a aussi publié Table Rase aux éditions Quartett en janvier 2018.

### Cinéma
Il a travaillé comme co-scénariste du film de Christoph Hochhäusler, Je t'ai vue sourire (MACT Productions). 

## Œuvre

### Romans
- Des foules, des bouches, des armes, Paris, éditions Melville / Léo Scheer, 2006  (ISBN 978-2915341386)
- Vous n'étiez pas là, Paris, éditions Verticale/Gallimard, 2009  (ISBN 978-2070124046)
- Fassbinder. La mort en fanfare, Paris, éditions Payot & Rivages, 2012 ; Rivages Poche, 2019
- Le Ring invisible, Paris, éditions Verticales & Gallimard, 2013 - traduit en italien chez 66thand2nd, par Daniele Petruccioli.
- Si les bouches se ferment, Paris, éditions Verticales, 2014  (ISBN 978-2070144815)
- L'amour la gueule ouverte, hypothèses sur Maurice Pialat, éditions Helium, Actes Sud, 2015  (ISBN 978-2-330-04712-2)
- L'Homme qui brûle, éditions Rivages, 2019
- Dis moi qui tu hantes, éditions Verticales, 2025  (ISBN 978-2-07-308816-1)

### Théâtre
- Steve Jobs, éditions Quartett, 2019  (ISBN 978-2-916834-79-5)
- Table Rase, éditions Quartett, 2018  (ISBN 978-2-916834-72-6)

### Pièces radiophoniques
- L'amour la gueule ouverte: Hypothèses sur Maurice Pialat, France Culture, 2017

- Ali après, diffusion France Culture, 2011

- Vous n'étiez pas là, diffusion France Culture, 2011

### Traductions
- Maman Küsters s'en va au ciel/ Le droit du plus fort, Tous les autres s'appellent Ali (Fassbinder), L'Arche, Paris, 2019
- Il ring invisibile  (traduction en italien par Daniele Petruccioli), Rome, 66thand2nd, 2013

- Le cœur électrique (Peter Stephan Jungk), Actes Sud, Paris, 2011
- Roman de l'au-delà (Mathias Politycki), Actes Sud, Paris, 2011
- L'Ombre du corps du cocher (Peter Weiss), éditions Perturbations, Paris, 2009
- Angriffe, trilogie, (traduction en allemand par Katja Roloff), Munich, Blumenbar, 2008
- Le Duel, (Peter Weiss), éditions Melville / Léo Scheer, Paris, 2006

### Participations à des ouvrages collectifs
- OR/GOLD, La mer gelée, éditions Le Nouvel Attila, 2019
- MAMAN, La mer gelée, éditions Le Nouvel Attila, 2017
- En procès, éditions Inculte, 2016
- CHIEN/HUND, La mer gelée, éditions Le Nouvel Attila, 2017
- Berlin. Histoire, promenades, anthologie et dictionnaire, coll. Bouquin, éditions Robert Laffont, 2014
- Face à Sebald, éditions Inculte, 2011
- Le Ciel vu de la terre, éditions Inculte, 2011
- Une chambre en ville, éditions Edwarda, 2011
- Sacha Lenoir, Capricci, 2011
- Écrivains en séries 2, éditions Laureli/Léo Scheer, 2011
- Face à Lamarche-Vadel, éditions Inculte, Paris, 2009

## Liste de références
1. ↑  Christine Marc et ier, « Alban Lefranc : le « je », fiction grammaticale 2 (des Bouches à Pialat) », sur DIACRITIK, 9 décembre 2015 (consulté le 11 avril 2019)
2. ↑  « Alban Lefranc : le « je », fiction grammaticale 2 (des Bouches à Pialat) », DIACRITIK,‎ 9 décembre 2015 (lire en ligne, consulté le 12 octobre 2017)
3. ↑  « Note de lecture : « Si les bouches se ferment » (Alban Lefranc) », Charybde 27 : le Blog,‎ 5 mai 2014 (lire en ligne, consulté le 12 octobre 2017)
4. ↑  Mathieu Lindon, « Alban Lefranc prend Cassius Clay en main », Libération.fr,‎ 27 mars 2013 (lire en ligne, consulté le 12 octobre 2017)
5. ↑  Alban Lefranc, « Ali, l’hérétique couronné », Libération.fr,‎ 5 juin 2016 (lire en ligne, consulté le 12 octobre 2017)
6. ↑  « Lefranc et Da Silva,  à leurs amours », Libération.fr,‎ 11 mars 2015, http://next.liberation.fr/livres/2015/03/11/lefranc-et-da-silva-a-leurs-amours_1218771 (lire en ligne, consulté le 15 septembre 2017)
7. ↑  « Note de lecture : « L’amour la gueule ouverte (hypothèses sur Maurice Pialat) » (Alban Lefranc) », Charybde 27 : le Blog,‎ 3 mars 2015 (lire en ligne, consulté le 15 septembre 2017)
8. ↑  lalettre, « Prix Décembre 2019 la première sélection », sur www.lalettredulibraire.com, 10 septembre 2019 (consulté le 5 janvier 2020)
9. ↑  « « L’Homme qui brûle », d’Alban Lefranc, entre fin du monde et abjection de soi », Le Monde,‎ 26 septembre 2019 (lire en ligne, consulté le 2 janvier 2020)
10. ↑  « Alban Lefranc, une fin des temps au présent », sur Libération.fr, 6 septembre 2019 (consulté le 2 janvier 2020)
11. ↑  « Alban Lefranc :"J’ai une fascination pour la profération poétique" », sur France Culture (consulté le 2 janvier 2020)
12. ↑  « Note de lecture : « Attaques sur le chemin, le soir, dans la neige » (Alban Lefranc) », Charybde 27 : le Blog,‎ 24 septembre 2014 (lire en ligne, consulté le 28 octobre 2017)
13. ↑  « Réécoute - Fip livre ses musiques : "Fassbinder, la mort en fanfare" d'Alban Lefranc », Fip Radio,‎ 24 janvier 2013 (lire en ligne, consulté le 12 octobre 2017)
14. ↑  « "Fassbinder, la mort en fanfare" de Alban Lefranc  chez Rivages (Paris, France) », sur www.20minutes.fr (consulté le 12 octobre 2017)
15. ↑  « Steve Jobs », sur www.quartett.fr (consulté le 19 février 2019)
16. ↑  Posté par charybde2, « Entretien avec Alban Lefranc et Arno Bertina, in La moitié du fourbi – 8 . Note de lecture : La moitié du fourbi – 8 : « Instants biographiques » », sur Charybde 27 : le Blog, 20 octobre 2018 (consulté le 11 avril 2019)
17. ↑  « Actoral.17 : Steve Jobs d’Alban Lefranc, aboli bibelot d’inanité sonore », DIACRITIK,‎ 3 octobre 2017 (lire en ligne, consulté le 12 octobre 2017)
18. ↑  « L’IMPOSTEUR | Poitiers Film Festival », sur www.poitiersfilmfestival.com (consulté le 13 octobre 2017)